# Csátalja
Csátalja este un sat în districtul Baja, județul Bács-Kiskun, Ungaria, având o populație de 1.502 locuitori (2011). 

## Demografie
Componența etnică a satului Csátalja
     Maghiari (88,51%)
     Germani (9,66%)
     Necunoscut (0,44%)
     Alții (1,39%)
Componența confesională a satului Csátalja
     Fără religie (8,59%)
     Reformați (3,86%)
     Necunoscută (86,75%)
     Alte religii (0,8%)
Conform recensământului din 2011, satul Csátalja avea 1.502 locuitori. Din punct de vedere etnic, majoritatea locuitorilor (88,51%) erau maghiari, cu o minoritate de germani (9,66%). Apartenența etnică nu este cunoscută în cazul a 0,44% din locuitori. Nu există o religie majoritară, locuitorii fiind persoane fără religie (8,59%) și reformați (3,86%). Pentru 86,75% din locuitori nu este cunoscută apartenența confesională.